# Kletečná (Velemín)
Kletečná je malá vesnice, část obce Velemín v okrese Litoměřice. Nachází se asi 3 km na severovýchod od Velemína, pod kopcem Kletečná. V roce 2009 zde bylo evidováno 23 adres. Trvale zde žije 31 obyvatel.
Kletečná je také název katastrálního území o rozloze 3,93 km². Do katastrálního území Kletečná spadají i kopce Kletečná (706 m n. m.), Hrušovák (497 m n. m.) a Valínovka (501 m n. m.).

## Historie
Nejstarší písemná zmínka pochází z roku 1404.

## Obyvatelstvo
|           | 1869 | 1880 | 1890 | 1900 | 1910 | 1921 | 1930 | 1950 | 1961 | 1970 | 1980 | 1991 | 2001 | 2011 |
| --------- | ---- | ---- | ---- | ---- | ---- | ---- | ---- | ---- | ---- | ---- | ---- | ---- | ---- | ---- |
| Obyvatelé | 83   | 84   | 72   | 79   | 77   | 70   | 67   | 33   | 14   | 15   | 13   | 7    | 8    | 21   |
| Domy      | 17   | 14   | 16   | 17   | 16   | 16   | 16   | 11   | 4    | 4    | 5    | 10   | 12   | 13   |

## Pamětihodnosti
- Kaplička zasvěcená svatému Floriánovi
- Pomník Hanse Kudlicha, který vznikl roku 1923 úpravou původního pomníku císaři Josefu II.[7]